# Hip-hop togolais
 (juin 2025).
Si vous disposez d'ouvrages ou d'articles de référence ou si vous connaissez des sites web de qualité traitant du thème abordé ici, merci de compléter l'article en donnant les références utiles à sa vérifiabilité et en les liant à la section « Notes et références ».

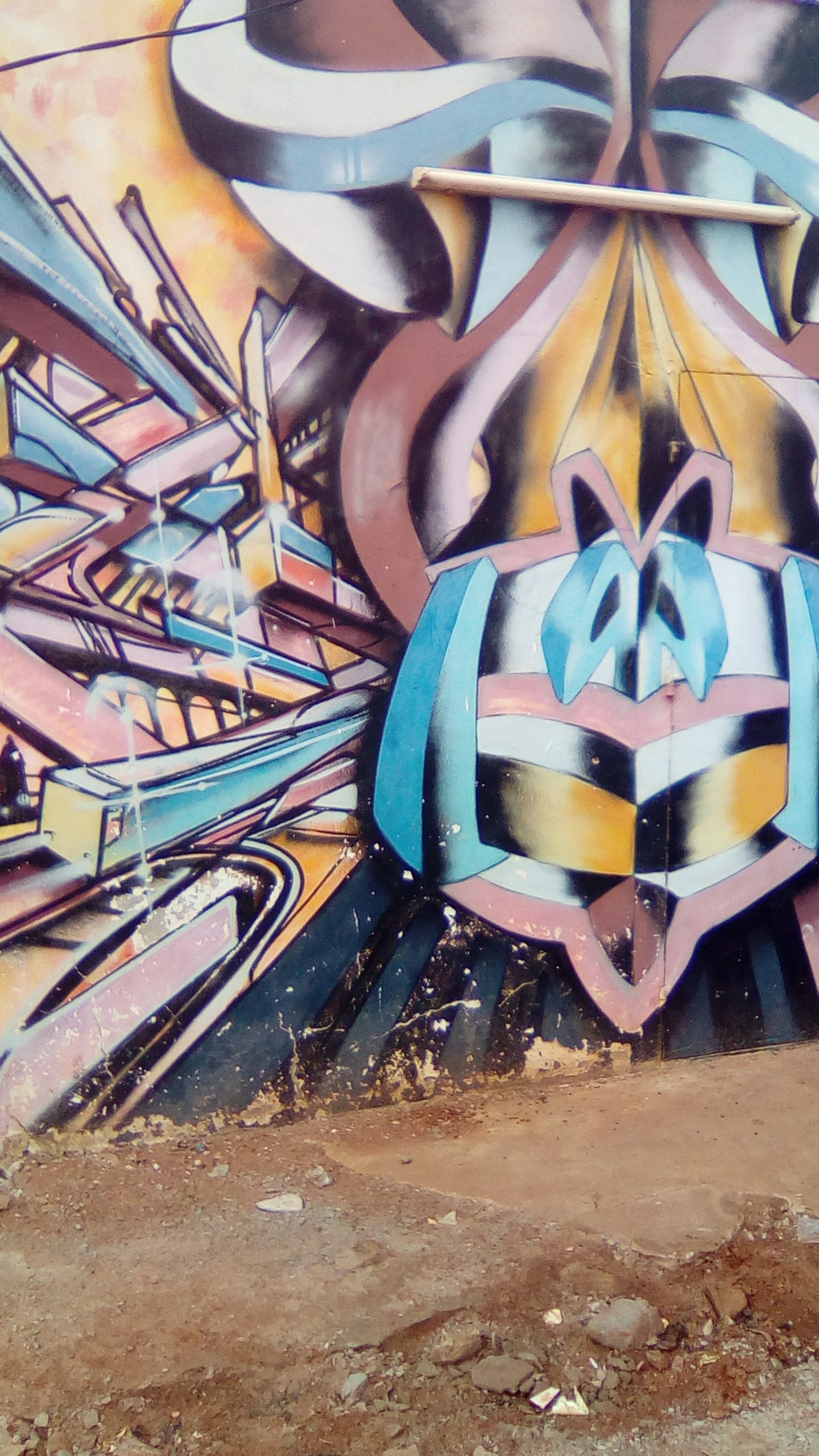
Graffiti sur un mur au Togo.

Le hip-hop togolais désigne la scène hip-hop du Togo, dont les influences diverses sont notamment tirées des danses traditionnelles. 

## Histoire
En dépit des problèmes politiques, sociaux et économiques qui divisent le pays, le hip-hop togolais représente une issue pour la jeunesse togolaise. Elle permet un rapprochement et une réconciliation nationale, à travers la musique. Créée dans les années 1980, elle etait moins visible par rapport au Hip-hop sénégalais, néanmoins le mélange de la musique traditionnelle au Hip-hop à la base lui donne l'image unique du hip-hop au Togo. Elle excède même le contexte purement artistique et se prolonge à une culture impliquant le deejaying, le graffiti et le breakdance. La Fédération togolaise du breakdance utilise la même la danse du hip-hop pour sensibiliser sur la protection de l'environnement[source insuffisante].
La jeunesse s'identifie aussi au hip-hop togolais car c'est une philosophie et une façon de vivre qui diffère du modèle des années 1980.  Les adultes s’y sont même intéressés et commencent à l'inclure dans beaucoup de chansons traditionnelles arrangées au goût du jour. Les paroles sont habituellement écrites en éwé, kabyè, français ou anglais, et traitent de l'amour, de Dieu, des problèmes politiques, sociaux et économique de la vie quotidienne. Cependant, ces artistes n'ont que peu des moyens et des infrastructures limités. 
Dans les années 2000, des rappeurs togolais comme Elom 20ce, immortal Adze d'Adidowood (soutient la jeunesse contre les méfaits de la drogue),  hodada, Orcyno mouvementent le Hip-hop sur la plan politique et sociale. 
Le hip-hop togolais est soutenu par le Hip-hop Awards, initiés en 2003, qui se transforme plus tard aux All Music Awards[source insuffisante] pour récompenser tous les catégories de musique du Togo a la fin de chaque année[source insuffisante]